# مؤتمرات لانكستر هاوس (كينيا)
مؤتمرات لانكستر هاوس كانت عبارة عن ثلاثة اجتماعات (1960، 1962، 1963) تم خلالها التفاوض على الإطار الدستوري لكينيا واستقلالها.
- عقد المؤتمر الأول برئاسة وزير الدولة للمستعمرات إيان ماكلويد في يناير 1960. لم يكن هناك اتفاق، وأصدر ماكلويد دستورًا مؤقتًا. [1]

- بدأ المؤتمر الثاني في فبراير 1962، وتم التفاوض على إطار للحكم الذاتي. [2]

- وضع مؤتمر عام 1963 اللمسات الأخيرة على الترتيبات الدستورية لاستقلال كينيا كدولة دومينيون، إيذانا بنهاية أكثر من 70 عاما من الحكم الاستعماري. (دستور كينيا لعام 1963)